# Dongsheng
Dongsheng (en chino, 东胜; pinyin, Dōngshèng) es un distrito urbano bajo la administración directa de la Prefectura Ordos en la Provincia de Mongolia Interior, República Popular China.  Su área es de 2160 km² y su población total para 2010 superó los 427 mil habitantes.

## Administración
Desde julio de 2020, el  Distrito Dongsheng se divide en 15 pueblos que se administran en 12 subdistritos y 3 poblados.